# Râul Tuloma
Tuloma (Тулома, în rusă, Tuållâmjokk în limba sami, Tuulomajoki în finlandeză) este un râu în Rusia. Are ca sursă confluența râurilor Lutto și Nota în lacul Notozero. Se varsă în Golful Kola, la 10 km sud de Murmansk.
Potențialul hidroenergetic al râului este exploatat prin amenajarea a două hidrocentrale:
- Tuloma Inferioară, construită între 1934 -1938 în dreptul orașului Murmashi, cu o capacitate de 56 MW
- Tuloma Superioară, construită între 1961 -1966 în dreptul localității Verhnetulomskî, cu o capacitate de 268 MW, este situată la 60 km aval de Tuloma Inferioară